# Halecia stuarti
Halecia stuarti es una especie de escarabajo del género Halecia, familia Buprestidae. Fue descrita científicamente por Théry en 1930.